# West Kewaunee
West Kewaunee – miasto w Stanach Zjednoczonych, w stanie Wisconsin, w hrabstwie Kewaunee.